# Sternohammus yunnana
Sternohammus yunnana är en skalbaggsart som beskrevs av Wang och Fernando Chiang 1998. Sternohammus yunnana ingår i släktet Sternohammus och familjen långhorningar. Inga underarter finns listade i Catalogue of Life.